# Amado Bagatsing
Amado Bagatsing (Manilla, 3 december 1947) is een Filipijns politicus.

## Biografie
Amado Bagatsing werd geboren op 3 december 1947 in het district Sampaloc in de Filipijnse hoofdstad Manilla. Zijn ouders waren Ramon Bagatsing en Juanita Sevilla. Bagatsing studeerde bedrijfskunde en behaalde in 1968 zijn bachelor-diploma aan de University of Manila. Bagatsing werkte vanaf 1967 tot 1979 als acceptant bij diverse verzekeringsmaatschappijen. Nadien was hij directeur, algemeen manager en president van enkele bedrijven in de bouwsector.
In 1987 werd Bagatsing gekozen tot afgevaardigde van het vijfde kiesdistrict van Manilla. In 1992 en 1995 werd hij herkozen. Negen jaar later werd hij opnieuw gekozen op zijn oude zetel in het Huis. Ook ditmaal werd hij tweemaal herkozen. Bagatsing staat bekend als een conservatief politicus die zich laat inspireren door de standpunten van de Rooms-Katholieke Kerk in de Filipijnen. Zo was hij tegenstander van de door de Rooms-Katholieke Kerk sterk bestreden Reproductive Health Bill, was hij initiatiefnemer van een wet om abortus strenger te gaan bestraffen en riep hij op tot wetgeving tegen de in zijn ogen onfatsoelijke optredens van artiesten als Lady Gaga.
Bagatsing is getrouwd met Chari La'O en kreeg met haar vier dochters. Zijn broer Ramon Bagatsing jr. was ook afgevaardigde.